# Święty Koloman ze Stockerau

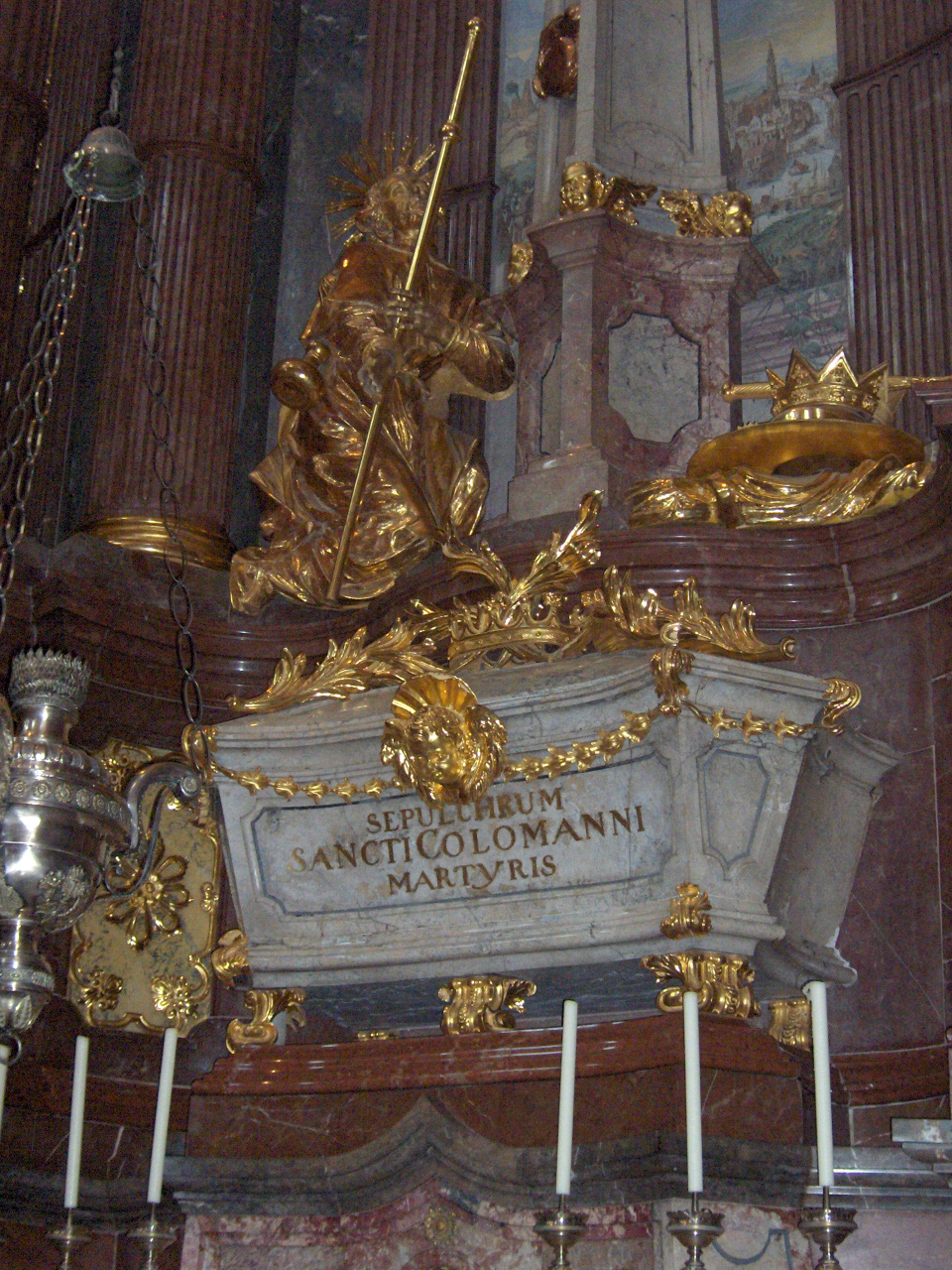
Nagrobek św. Kolomana w Melk

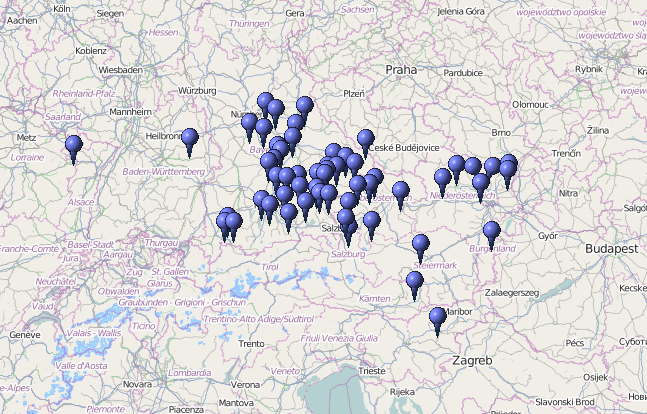
Rozmieszczenie kościołów pod wezwaniem św. Kolomana w Austrii i krajach ościennych

Koloman ze Stockerau (ur. w X wieku w Irlandii - zm. 17 lipca 1012 roku w Stockerau) – święty Kościoła katolickiego, z pochodzenia Irlandczyk.
Urodził się jako Colmán (inne wersje pisowni Koloman, Kálmán, Colman, and Colomannus). Późniejsza tradycja twierdzi, że był synem wielkiego króla Irlandii Máel Sechnaill II Móra (panował 980-1002; 1014-22). Pewne jest to, że był mnichem i że pielgrzymował do Ziemi Świętej. Z powodu obcego wyglądu został wzięty za szpiega. Sytuację pogorszyło to, że trafił na teren, gdzie działali rozbójnicy i często zdarzały się potyczki, a jednocześnie nie mógł się obronić ani powiedzieć nic o sobie, nie znając niemieckiego. Koloman był najpierw torturowany, a następnie powieszony bez sądu razem z innymi drobnymi przestępcami w Stockerau 17 lipca 1012 roku.
Jego kult szybko rozprzestrzenił się wśród okolicznych wieśniaków. Został uznany za męczennika, a informacje o nim rozprzestrzeniły się po ościennych ziemiach, tj. Czechach, Węgrzech, Szwabii, Bawarii, Palatynacie. Po 2 latach - 13 października 1014 roku - jego ciało trafiło do opactwa Benedyktynów w Melku na prośbę margrabiego Henryka I Mocnego, po kilku dekadach (zapewne w połowie XI wieku) trafiło też na Węgry. Ówczesny król Gejza I na jego cześć nazwał swego syna tym imieniem. Imię Koloman wkrótce przyjęło się w tych okolicach, m.in. nazywał się tak król Halicza węgierskiego pochodzenia. Wkrótce szczątki zostały zabrane z katedry w Székesfehérvárze z powrotem do Melk. Nagrobek świętego podlegał częstym zmianom i przebudowom, obecnie jest barokowy.
Legenda głosi, że ciało męczennika pomimo pozostawienia w miejscu egzekucji nie uległo rozkładowi przez 18 miesięcy i że nie tykały go owady ani bestie, a rozkład miał się przejawiać w wyrastaniu z ciała zielonych gałązek. Ciało św. Kolomana miało też być przyczyną licznych cudów. Ludowy charakter jego kultu przejawia się w licznych patronatach mu przypisywanych, m.in. dla panien czekających męża czy dla bydła i koni. Jest z nim związany ludowy wiersz dla tychże panien: Heiliger Sankt Koloman, O schenk mir auch einen Mann
(Proszę, święty Kolomanie, Dobre za mąż daj wydanie).
Jego wspomnienie liturgiczne obchodzone jest 17 lipca – w dzień śmierci – oraz 13 października – w dzień złożenia zwłok w opactwie. Do 1663 roku był głównym patronem Austrii, od czasu ustanowienia dokonanego przez cesarza Leopolda I Habsburga najważniejszym patronem jest Leopold III Święty